# Flaccitheus
Flaccitheus († wohl 475) war von 467 bis zu seinem Tod König der Rugier. Er war der Vater von Feletheus und Großvater von Fredericus.
Über Flaccitheus ist nur wenig bekannt, doch sind einige Details in der Vita Sancti Severini des Eugippius überliefert. Die Rugier hatten nach der Schlacht am Nedao außerhalb der römischen Reichsgrenze nördlich der Donau ein eigenes Reich errichtet (in späteren Quellen als Rugiland bezeichnet, gelegen beim heutigen Krems an der Donau). Der Zusammenbruch der spätantiken Verwaltungsordnung in Noricum beschleunigte sich infolge der Auswirkungen der Völkerwanderung um die Mitte des 5. Jahrhunderts zunehmend. Der Großteil der regulären weströmischen Truppen wurde abgezogen; auch die meisten Verwaltungsbeamten verließen diesen Raum. Die Rugier in Noricum (die in der Forschung bisweilen als „Kremser Rugier“ bezeichnet werden) nutzten dies aus, um ihre Machtstellung zu festigen. Flaccitheus selbst residierte gegenüber von Favianis (siehe auch Limes Noricus). Doch schon bald gerieten die Rugier in Konflikt mit den Ostgoten in Pannonien, die die Verbindungswege nach Italien kontrollierten und den Rugiern den Durchzug nach Italien verwehrten. Flaccitheus, der wie die meisten Rugier arianischer Christ war, soll den katholischen Abt Severin von Noricum, der in dem von Rugiern beherrschten Noricum lebte und wirkte, um Rat gebeten haben. Severin soll Flaccitheus geraten haben, in Ruhe abzuwarten, dann werde sich alles von selbst regeln, was Flaccitheus beruhigt haben soll. Nach Flaccitheus’ Tod (wohl im Jahr 475) bestieg sein Sohn Feletheus den rugischen Königsthron.